# Franciszek Adamczyk
Franciszek Adamczyk (ur. 1 stycznia 1952 w Lipnicy Wielkiej) – polski polityk, samorządowiec i dyplomata, poseł na Sejm III kadencji, senator VI kadencji.

## Życiorys
W 1976 ukończył studia na Wydziale Rolniczym Akademii Rolniczej w Krakowie. Działalność w samorządzie rozpoczął w 1990, w latach 1991–2000 pełnił funkcję wójta gminy Lipnica Wielka, brał także udział w pracach Kongresu Władz Lokalnych i Regionalnych Europy.
W 1997 został wybrany na posła na Sejm z rekomendacji Partii Chrześcijańskich Demokratów wchodzącej w skład AWS. Następnie działał w Porozumieniu Polskich Chrześcijańskich Demokratów. Po zakończeniu kadencji parlamentu od 2001 do 2005 pracował jako konsul generalny – minister pełnomocny RP w Chicago.
W 2005 z ramienia Platformy Obywatelskiej uzyskał mandat senatorski w okręgu nowosądeckim. W wyborach parlamentarnych w 2007 bez powodzenia ubiegał się o reelekcję. W 2008 został głównym specjalistą ds. współpracy międzynarodowej w małopolskim urzędzie marszałkowskim. W 2009 bezskutecznie kandydował do Parlamentu Europejskiego. W 2010 kandydował w wyborach samorządowych na stanowisko wójta gminy Lipnica Wielka.
W 2015 został uhonorowany Odznaką Honorową za Zasługi dla Samorządu Terytorialnego.